# Dejan Zarubica
Dejan Zarubica (in serbo Дејан Зарубица?; Nikšić, 11 aprile 1993) è un calciatore montenegrino, centrocampista o attaccante svincolato.

## Carriera

### Club
Il 1º luglio 2021 viene acquistato a titolo definitivo dalla squadra albanese del Laçi.

### Nazionale
Ha giocato nelle nazionali giovanili montenegrine Under-16 ed Under-19.